# Glochidion nadeaudii
Glochidion nadeaudii är en emblikaväxtart som beskrevs av Jacques Florence. Glochidion nadeaudii ingår i släktet Glochidion och familjen emblikaväxter. IUCN kategoriserar arten globalt som sårbar. Inga underarter finns listade i Catalogue of Life.